# Müglitz
La Müglitz est une rivière tchèque et allemande d'une longueur de 49 km. Elle est un affluent de l'Elbe.